# Schizosaccharomyces pombe
Schizosaccharomyces pombe ist eine Spalthefe, d. h. ein Hefepilz, der sich nicht durch Sprossung (Knospung), sondern durch Teilung der Zelle in zwei Hälften („Spaltung“) vermehrt. Es handelt sich um einen stäbchenförmigen einzelligen Eukaryoten, der in der Molekular- und Zellbiologie häufig als Modellorganismus verwendet wird.

## Geschichte
Aus ostafrikanischem Hirsebier isolierte Paul Lindner 1893 am Institut für Gärungsgewerbe diese Spalthefe. Die Artbezeichnung pombe stammt vom Swahili-Wort für Bier (Pombe).
Als ein Modellorganismus in der Zellbiologie wurde es von Murdoch Mitchison in den 1950er Jahren eingeführt.
Der britische Biochemiker Paul Nurse erhielt für seine Arbeiten über die Zellzyklusregulation in der Spalthefe im Jahr 2001 zusammen mit Leland H. Hartwell und Tim Hunt den Nobelpreis für Physiologie oder Medizin.
Die Genom-DNA-Sequenz von Schizosaccharomyces pombe wurde 2002 publiziert.
2006 publizierten Akihisa Matsuyama und Kollegen die subzelluläre Lokalisation aller Proteine.

## Varianten
Etwa 160 natürliche Stämme von Schizosaccharomyces pombe sind identifiziert worden, die unter anderem aus Europa, Asien und Amerika stammen. Die Mehrzahl dieser Varianten wurden auf Früchten wie Äpfel und Weintrauben oder in alkoholischen Getränken, wie dem brasilianischen Cachaça, gefunden.
Schizosaccharomyces pombe ist auch in fermentiertem Kombucha-Tee enthalten. Es ist nicht bekannt, ob die Hefe maßgeblich an der Fermentation beteiligt ist oder lediglich als Begleiter von aktiveren Mikroorganismen auftritt. Schizosaccharomyces-Hefen sind bislang noch nicht ausgiebig untersucht worden.

## Vergleich mit der Backhefe, einer Knospungs-Hefe

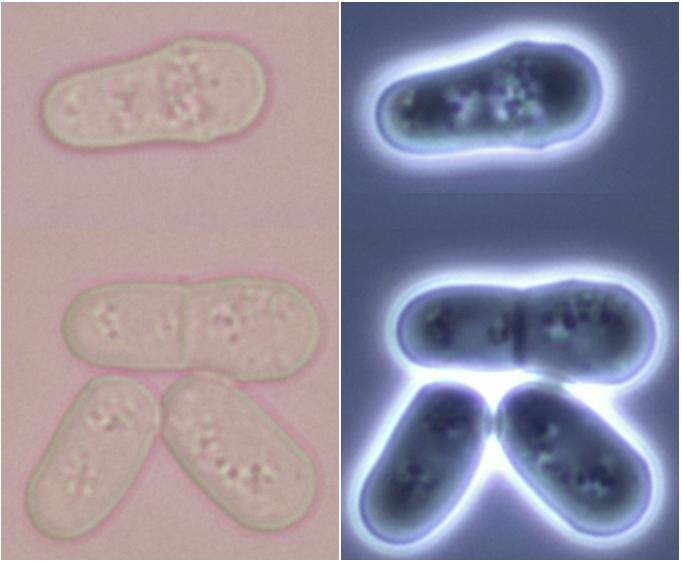
Teilungsstadien von Schizosaccharomyces pombe im Hellfeld und Dunkelfeld betrachtet

- Saccharomyces cerevisiae hat ~ 5600 offene Leserahmen, Schizosaccharomyces pombe hat 5054[5]
- Saccharomyces cerevisiae hat 16 Chromosomen, Schizosaccharomyces pombe hat 3[5]
- Saccharomyces cerevisiae ist normalerweise diploid, während Schizosaccharomyces pombe normalerweise haploid ist
- Saccharomyces cerevisiae befindet sich vor allem in der G1-Phase, während Schizosaccharomyces pombe sich vor allem in der G2-Phase befindet.